# Saxifraga yoshimurae
Saxifraga yoshimurae är en stenbräckeväxtart som beskrevs av Kingo Miyabe och Tatewaki. Saxifraga yoshimurae ingår i Bräckesläktet som ingår i familjen stenbräckeväxter. Inga underarter finns listade i Catalogue of Life.